# Boomsuikerkorst
Boomsuikerkorst (Fuscidea lightfootii) is een korstmossoort uit de familie Fuscideaceae. Hij groeit op bomen.

## Determinatie

### Uiterlijke kenmerken
Boomsuikerkorst is een korstvormig korstmos. Het thallus is heldergroen tot bruinachtig, gebarsten en minutieus maar opvallend bedekt door ronde wratten, vaak met groene soralen, die het thallusoppervlak kunnen domineren. Het thallus is klein, tot 2 cm diameter. Tussen de thalluskorrels zijn altijd enkele kleine bruine pycnidiën te vinden. De apotheciën zijn donkergrijsbruin tot zwart en glanzend, plat en boller als het vochtig is en hebben een diameter van 0,5–1 mm. Sorediën meten 15–30(–40) μm diameter. Het prothallus is grijs tot donker bruin. 
Het epithecium (bovenste laag van het hymenium) is bruin. Het hymenium (het vruchtbare weefsel) is helder tot bleek bruin, I- (reageert niet op jodium). Het hypothecium (onderste laag van het hymenium) is bleek strogeel.
Boomsuikerkorst heeft de volgende kenmerkende kleurreacties: UV+ (wit).

### Microscopische kenmerken
De ascus is subcilindrisch tot clavaat, met een dunne externe en interne K/I+ donkerblauwe kap, omgeven door een dikke K/I+ bleekblauwe, gelatineuze laag en bevatten 8 sporen. De ascosporen zijn 8–11 × 3,5–4,5 μm groot, cilindrisch-elliptisch met stompe uiteinden, in het midden ingesnoerd, vrij dikwandig, helder (soms bruin als ze oud zijn), glad, zonder perispore (buitenste laag van de spore), gelatineus omhulsel of aanhangsels.

## Verspreiding
Het verspreidingsgebied van boomsuikerkorst omvat Europa en Tasmanië. In Nederland is de soort zeldzaam en staat op de Nederlandse Rode Lijst in de categorie 'Gevoelig'.